# Richard Ordemann
Richard Ordemann, född 6 August 1994, är en norsk taekwondoutövare.

## Karriär
Ordemann deltog vid sommar-OS 2020 där han slutade på en femteplats i weltervikt. Han tog silver vid europeiska spelen 2023, och har kvalificerat sig till OS 2024.